# Route nationale 134
Die Route nationale 134, kurz N 134 oder RN 134, ist eine französische Nationalstraße.

## Geschichte
Der Streckenverlauf wurde 1824 zwischen Roquefort und dem Col du Somport (spanische Grenze) festgelegt und geht auf den der Route impériale 154 zurück. Die Gesamtlänge betrug 174,5 Kilometer.
1973 wurde der Teil ab der Straßenkreuzung mit der Nationalstraße 124 nördlich von Aire-sur-l’Adour bis Roquefort abgestuft und dafür zwischen Mont-de-Marsan und einer Straßenkreuzung mit der Nationalstraße 10 südlich von Belin-Béliet aus verschiedenen Straßenabschnitten eine neue Streckenführung der N 134 gebildet:
- D 20 N 10 südlich von Belin-Béliet – nördlich von Sabres
- N 626 nördlich von Sabres – südöstlich von Sabres
- N 649 südöstlich von Sabres – Mont-de-Marsan
- unterbrochen durch N 124
- N 134 Aire-sur-l’Adour – Col du Somport

1986 wurde der Straßenverlauf auf die Umgehungsstraße von Pau verlegt und die alte Strecke durch Pau als Route nationale 1134 beschildert.
2006 wurde die Straße nördlich von Pau abgestuft und verläuft heute nur zwischen der Umgehungsstraße von Pau in Jurançon und der spanische Grenze am Somport. Bis Oloron-Sainte-Marie sollte sie durch die Autobahn 650 ersetzt werden, jedoch wurde das Projekt bis auf weiteres zurückgestellt. Ebenso wurde die Nationalstraße 1134 innerhalb von Pau abgestuft. Seit 2003 gibt es den Straßentunnel am Somport, dieser war zeitweilig als Nationalstraße 1134 beschildert.

## N1134
Bei der N1134 handelt es sich um einen Seitenast der N134, der erstmals 1986 als Verbindung zwischen der N134 und Anschlussstelle 10 der A64 nördlich von Pau auftauchte. Dieser ist seit 2006 abgestuft und heute Teil der D817, zeitgleich der Rocade de Pau.
Diese verlief beginnend im Südwesten von Pau am Kreisel mit der Route départementale 802 über den Gave de Pau als Voie Nord-Sud. Als Route départementale 834 (Boulevard de l’Europe) zieht sich die Straße nach Norden, um dann auf der Strecke der Route départementale 817 parallel zur Autoroute A64 weiterzuführen. An dem Kreisel zur Autoroute A 64 zweigte die N1134 dann nach Süden auf die Allées Catharine de Bourbon ab, die in die Allées Condorcet und schließlich in die Avenue Dufau übergehen. Die damalige N1134 endete am Boulevard d’Alsace-Lorraine.
Seit der Eröffnung des Straßentunnels am Somport im Jahre 2003 gab es erneut eine N1134. Dabei handelte es sich um den französischen Teil des nach Spanien führenden Tunnels. Der Tunnel verfügt über eine Röhre mit beiden Fahrtrichtungen. Heute ist der Tunnel wieder als N134 beschildert. Der Tunnel geht in die spanische Nationalstraße 330 (N-330) über. Die spanische Öffnung des Tunnels befindet sich bei Canfranc Estación (Gemeinde Canfranc).